# 유연성
유연성(柳延星, 1986년 8월 19일 ~ )은 대한민국의 남자 복식을 주종목으로 하는 배드민턴 선수이다. 이용대가 그의 복식 파트너이며 2014년 9월 남자복식 세계랭킹 1위이다. 2014년 인천 아시안게임 남자 단체전에서 금메달을 획득했다.

## 경력
그는 복식 경기를 전문으로 하며 전 세계에서 그의 파트너인 고성현과 함께 2위에 올랐다. 이 둘은 2012년 하계 올림픽에도 출전했다. 오랫동안 김민정과 혼합 복식을 했지만 2011년부터 파트너를 장예나로 바꿨다. 2013년 말부터 남자 복식 파트너는 이용대였다. 둘은 2014년 8월 세계 랭킹 1위에 올랐다.
2015년에 이용대-유연성에 조합으로 일본 오픈 슈퍼시리즈에 이어 2주 연속 슈퍼시리즈 정상에 올랐다. 지난 5월 호주 오픈 슈퍼시리즈 우승을 더하면 올해 세 번째 슈퍼시리즈 우승이다.

## 학력
- 정읍동초등학교
- 전주서중학교
- 전주생명과학고등학교
- 원광대학교
- 경기대학교 대학원